# Jahr der Stille 2010

Jahr der Stille 2010: Gottes Lebensrhythmus entdecken.

Das „Jahr der Stille 2010“ in Deutschland und der Schweiz war eine christliche Initiative mit dem Ziel, auf die Notwendigkeit von Stille und Gebet aufmerksam zu machen sowie die Balance zwischen Arbeit und Ruhe zu finden. Christen und an Glaubensfragen interessierten Menschen sollte durch bewusstes Einlassen auf Stille die Begegnung mit Gott ermöglicht werden, damit sie dadurch ihren Lebensrhythmus an Gott ausrichten. Das Jahr der Stille zeigte verschiedene Zugänge zur Stille zu Gott auf.
Das Jahr der Stille ist von einer Reihe christlicher Kirchen, Freikirchen, Verlagen, Organisationen und Einrichtungen hauptsächlich aus dem protestantischen und ökumenisch-überkonfessionellen Bereich zum Beginn des Kirchenjahres am 1. Advent, also am 29. November 2009, ausgerufen worden. Das Motto des Jahres der Stille 2010 war: „Gottes Lebensrhythmus entdecken.“ Die konfessionen- und kirchenübergreifende Initiative wollte „Menschen die Gelegenheit bieten, Stille als einen wichtigen Aspekt des Alltags wieder neu zu entdecken und bewusst in ihren Tagesrhythmus einzuplanen.“

## Leitung und Unterstützer
Das Jahr der Stille 2010 wurde von einem Leitungskreis unter Vorsitz von Wolfgang Breithaupt koordiniert. Breithaupt ist Landespfarrer der Pommerschen Evangelischen Kirche (PEK), Leiter des Hauses der Stille in Weitenhagen und stellvertretender Vorsitzender der Geistlichen Gemeindeerneuerung in der Evangelischen Kirche (GGE). Breithaupt hält Stille nicht für einen Lebenszusatz, sondern für einen Lebensstil. Die Geschäftsstelle des Jahres der Stille 2010 wird vom Bibellesebund organisiert.
Getragen wurde das Jahr der Stille von mehr als 80 Organisationen aus dem protestantischen und überkonfessionellen Bereich. Es beteiligten sich Kirchen und Freikirchen. Darunter sind beispielsweise die Selbständige Evangelisch-Lutherische Kirche (SELK), der FeG-Bund, die Arbeitsgemeinschaft Mennonitischer Gemeinden und der Freikirchliche Bund der Gemeinde Gottes. Christliche Verlage und Radiosender wie die Stiftung Christliche Medien, Gerth Medien oder ERF wirkten mit. Evangelische und katholische Kirchengemeinden, beispielsweise die Evangelische Kirchengemeinde Mülheim-Heißen (Erlöserkirche), sowie mehrere evangelische Gemeinschaftsverbände beteiligten sich, darunter der Gnadauer Verband und der Württembergische Brüderbund.

## Historie und Wirkung
Das Jahr der Stille fand 2010 bereits zum zweiten Mal statt, das erste war 1983. Die neue Initiative stieß in christlichen Gemeinden, Kirchen und Kirchenbezirken auf regen Anklang und wurde für Veranstaltungen, Impulstage, Seminare und zur Schulung und Ermutigung von Mitarbeitern aufgegriffen und genutzt. Christliche Gemeinden in Deutschland veränderten zudem aufgrund des Jahres der Stille 2010 bewusst die Abläufe ihrer Veranstaltungen und Gottesdienste. Sie nahmen „Stille“ als wichtigen Aspekt ihres Glaubens wahr und griffen sie als Thema in ihren Gemeindepublikationen auf, um Menschen zu „Zeiten der Stille“ zu ermutigen, aus denen sie Kraft für ihren Alltag schöpfen können.
Auch Rundfunk und Zeitungen berichten über die Initiative.

## Anregungen zur Stille

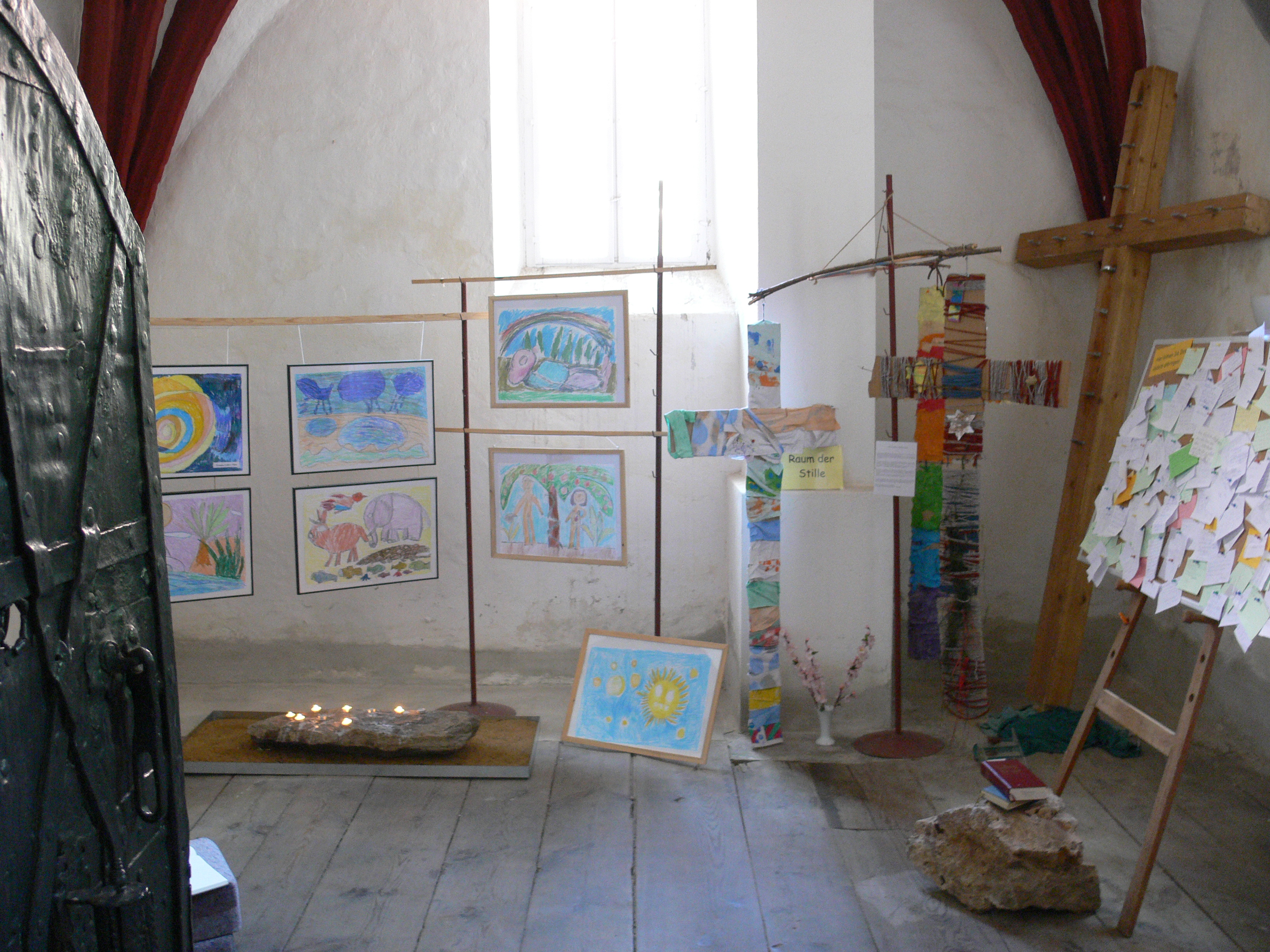
Raum der Stille mit Anregungen zum Gebet in der Kirche St. Nikolai in Luckau

Ein Ideenheft (auch „Impulsheft“ genannt) gab Anregungen für die Umsetzung in der Praxis. Das Internet-Portal der Aktion diente dazu, durch eine Ideenbörse Stille erlebbar zu machen. Im Zusammenhang mit dem Jahr der Stille stellten die beteiligten Organisationen, Kirchen und Verlage zahlreiche Bücher und Informationsmaterialien zur Verfügung, mit denen christliche Gemeinden und Einzelpersonen die „Stille vor Gott erleben und gestalten können“ sollen.
Das Jahr der Stille 2010 diente dazu, die richtige Balance, „ein gesundes Gleichgewicht zwischen Arbeit und Ruhe“ zu suchen. Dazu wurden folgende Möglichkeiten exemplarisch empfohlen:
- Gott in der Stille suchen. In ihm ruhen und sich gelassen an seiner Gegenwart freuen.
- Gott im Gebet begegnen und achtsam die Bibel lesen.
- Eine Neujustierung vornehmen für eine gesunde Balance zwischen Ruhe und Aktion.
- Stille-Zeiten, Retraiten und Fastenangebote neu entdecken.
- Hilfreiche Muster erlernen und sich austauschen über Erfahrungen mit der Stille.
- Stille-Elemente einbauen in den Alltag von Familie, Beruf und christlicher Gemeinde.
- Als Leitungs- und Mitarbeiterkreise von Kirchen und Gemeinden entdecken, wie Entscheidungen aus dem Hören auf Gott getroffen werden.

## Kritische Stimmen
Die im Begleitmaterial dazu vorgeschlagenen praktischen Anleitungen zur Stille stießen zum Teil auf Kritik. Ihnen wurde vorgeworfen, buddhistische oder esoterische Tendenzen zu zeigen. Die Weltanschauungsbeauftragte der Evangelischen Landeskirche in Württemberg, Pfarrerin Annette Kick, hält es für problematisch, wenn Meditation und Spiritualität nicht zur Gottesbegegnung führen, sondern zu einem Lifestyle-Produkt werden, indem Angebote mit esoterischem Hintergrund spirituelle Erfahrungen und Höhenflüge versprechen, als könne man sie kaufen wie andere Waren. Der ehemalige Buddhist und evangelische Theologe Martin Kamphuis zeigte sich irritiert über manche Übungen im Impulsheft zum Jahr der Stille, die er wegen des Anstrebens von meditativer „Leerheit“ eher buddhistisch oder esoterisch einordnet. Die beiden beziehen sich dabei auf einen Beitrag von Manfred Gerland im Impulsheft zum Jahr der Stille.
Der Evangelist Alexander Seibel betonte, die im Impulsheft propagierte Stille ähnele öfter dem „Zustand der Passivität bis hin zu fast identischen Anleitungen, die man sowohl in der Esoterik wie in den asiatischen Meditationsformen“ kenne, „um die «kosmische Energie» einzuatmen“. Seibel sah darin „Ansätze von Techniken, die in ihrer Spiritualität an das Gottesbild des Buddhismus und Hinduismus erinnern“ und von daher von Christen kritisch betrachtet werden sollten.

## Christlich-Theologische Bezüge
Das Jahr der Stille 2010 geht auf eine Idee der christlichen Buchhändlerin Susanne Koch zurück. Ulrich Eggers, Verlagsleiter des SCM Bundes-Verlags, schreibt, Stille zu Gott sei als Teil des Lebensrhythmus eine Ergänzung zur Arbeit, eine Hilfe, um Gott zu begegnen sowie um die „Sehnsucht nach Geborgenheit, Liebe und Leben in Fülle gestillt zu bekommen.“ Stille wirke, weil der christliche Gott ein Vater sei, der reden und den Menschen nahekommen wolle.
Teilnehmende Organisationen und die Verantwortlichen des Jahres der Stille 2010 beriefen sich unter anderem auf Mutter Teresa, die ihre Anhängerinnen aufgefordert hat: „Gott kann nicht im Lärm und in der Ruhelosigkeit gefunden werden. Gott ist ein Freund der Stille. Seht wie die Natur – Bäume, Blumen, Gras – in der Stille wächst; seht die Sterne, den Mond und die Sonne, wie sie in der Stille sich bewegen.“ So beteiligt sich die Deutsche Bibelgesellschaft beispielsweise am Jahr der Stille 2010, weil sie Menschen helfen will, „aus ihr (der Stille heraus) zu leben und aus einer veränderten Haltung heraus dem Alltag zu begegnen.“
Weltanschauungsbeauftragte Annette Kick betonte, es sei wichtig, dass Meditation und Spiritualität wirklich zur Gottesbegegnung führen. Die Theologin sieht in der Attraktivität von Angeboten wie dem Jahr der Stille 2010 einen Ausdruck der Ruhelosigkeit und Orientierungslosigkeit in der heutigen Zeit. „Vielleicht haben manche inzwischen gemerkt, das [sic!] das Kreisen um sich selbst nicht ausreicht, um sich selbst zu finden, sondern dass man Kraft und Orientierung von anderswoher braucht.“

## Auswirkungen der Initiative
Das Jahr der Stille 2010 sei ein voller Erfolg gewesen. Dieses Resume zieht der Generalsekretär des Bibellesebundes, Christian Brenner. Er sagte dem Evangelischen Pressedienst, die Initiatoren seien „zufrieden mit dem Echo auf das Projekt“. Nach Angaben der Christlichen Medienzeitschrift Pro war das Ziel des Jahres der Stille, Menschen dazu anzuregen, Gott in der Stille zu suchen. Dieses Ziel sei weitgehend erreicht worden mit zahlreichen Seminaren, Gottesdiensten und Freizeiten quer durch alle christliche Kirchen und Konfessionen. Ein großes Angebot von Büchern und CDs verschiedener christlicher Verlage, die sich beteiligten, habe Menschen mit dem Thema Stille konfrontiert. Es gebe zwar keine genaue Statistik über die Initiative, sagte Brenner. Doch seien 300.000 Info-Flyer und 40.000 Ideenhefte mit Impulsen für die „Stille Zeit“ von Interessierten angefordert worden. Die Website zum Jahr der Stille habe mit täglich 800 Zugriffen ebenfalls ein reges Interesse am Thema Stille belegt. Brenner gehört dem 14-köpfigen Leitungskreis des Jahres der Stille an. Im Lauf des Jahres sei der Arbeitskreis der beteiligten Kirchen, christlichen Gemeinden, Organisationen und Verlage auf die stattliche Zahl von 86 Projektpartnern angewachsen, die sich aktiv für das Jahr der Stille engagierten.
Frieder Trommer, damaliger Geschäftsführer der Stiftung Christliche Medien, eines Zusammenschlusses wichtiger christlicher Verlage in Deutschland, zeigte sich ebenfalls zufrieden mit dem Jahr der Stille. In einem Sonderheft der Zeitschrift Aufatmen zu der Initiative schrieb er: „Das Jahr der Stille war ursprünglich die Idee einer Buchhändlerin. Inzwischen beteiligen sich an der deutschlandweiten Aktion zahlreiche Verlage und rund 500 vornehmlich konfessionelle Buchhandlungen. Vielleicht schlägt die Aktion deshalb so hohe Wellen: Das Jahr der Stille ist weniger eine von oben initiierte Kampagne, sondern inzwischen eine Basisbewegung, die insbesondere von den Freikirchen und kirchlichen Erneuerungsbewegungen getragen wird.“ Das Sonderheft der Zeitschrift Aufatmen zum Jahr der Stille für 5,80 Euro ist nach Angaben des Verlags 180.000 Mal bestellt worden, 100.000 Exemplare mussten nachgedruckt werden, was ein hohes Interesse zeige.
Miriam Specht, Leiterin der christlichen Alpha Buchhandlung in Krelingen, ist ebenfalls der Auffassung, dass das Jahr der Stille ein Erfolg war. Ihr Fazit: „Die Resonanz ist groß und das Thema wurde … sehr gut angenommen.“

## Fortsetzung der Aktion geplant
„Damit die Einladung zur Stille auch weiterhin gehört wird“, so die Initiatoren des Jahres der Stille, soll deren Website auch künftig geschaltet bleiben. Der Initiativkreis plant für das Jahr 2020 erneut eine Großaktion im Stil des Jahres der Stille, die ab 2017 auf Einladung des Bibellesebundes vorbereitet werden soll.